# Viaduc de Morlaix
Le viaduc de Morlaix est un ouvrage d'art ferroviaire, de type viaduc, situé en pleine ville de Morlaix  qui permet la traversée de la rivière de Morlaix et la desserte de la gare de la ville par la ligne de Paris-Montparnasse à Brest.
Le 29 janvier 1943, dans le cadre des bombardements stratégiques alliés, huit chasseurs-bombardiers américains Boston de la Royal Air Force ont largué 43 bombes, tuant quatre-vingts habitants. Une seule bombe a endommagé le viaduc, qui a été rapidement réparé. Le viaduc de La Méaugon qui est aussi important mais situé loin de toute habitation n'a pas été bombardé.

## Situation ferroviaire
Le viaduc de Morlaix est situé au point kilométrique (PK) 562,464 de la ligne de Paris-Montparnasse à Brest. Précédé par la gare de Plouigneau et le viaduc de Trévidy, son franchissement permet l'arrivée en gare de Morlaix située sur les hauteurs de la ville à 61 mètres d'altitude.

## Histoire
Avant sa construction, le viaduc suscite des polémiques, notamment quant à son emplacement, au cœur même de la ville. Le 25 mai 1860, une majorité de conseillers municipaux (15 sur 19) prend une délibération jugeant que l'ouvrage, compte tenu de sa dimension, « sera un obstacle à la bonne aération d'une ville resserrée au fond d'étroites vallées ». Mais la Compagnie de l'Ouest passe outre.

### Construction
La construction du viaduc est commencée le 20 juillet 1861. Un premier convoi l'emprunte le 2 novembre 1863 constitué d'une locomotive juchée sur un chariot tiré par 19 chevaux. Il est livré à la compagnie des chemins de fer de l'Ouest le 11 décembre 1863 et mis en service le 25 avril 1865.
Le 28 septembre 1891, la ligne de Morlaix  à Carhaix, à voie métrique, est mise en service et emprunte le viaduc par ajout d'un troisième rail.

### Le bombardement anglais
Le 29 janvier 1943, six chasseurs bombardiers de fabrication américaine Boston de la Royal Air Force font un bombardement stratégique en larguant 43 bombes sur la ville de Morlaix dans le but de couper la ligne de chemin de fer en endommageant le viaduc. Un seul projectile touche au but, créant, entre les troisième et quatrième piliers, une brèche de quatre mètres sur cinq ; 
Le viaduc n'a été que très peu touché par ces bombes imprécises, si bien que le trafic ferroviaire n'a été interrompu que quelques heures et rapidement réparé par les ingénieurs allemands.
Le viaduc de La Méaugon qui est aussi important mais situé loin de toute habitation, n'a pas été bombardé.

### Protection
Le 29 octobre 1975, le viaduc est inscrit au titre des monuments historiques.

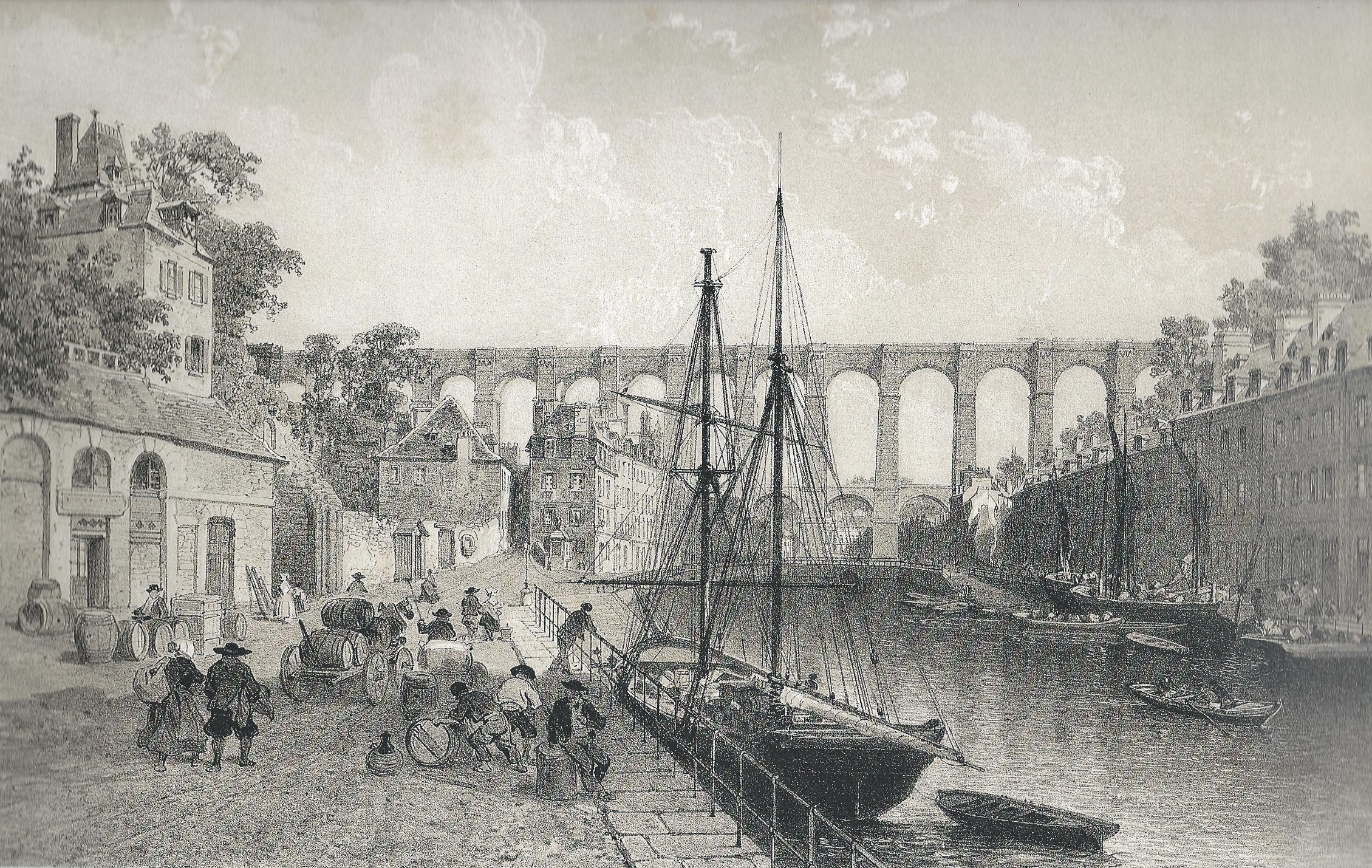
Félix Benoist, 1865 : Le viaduc du chemin de fer et le fond du port.
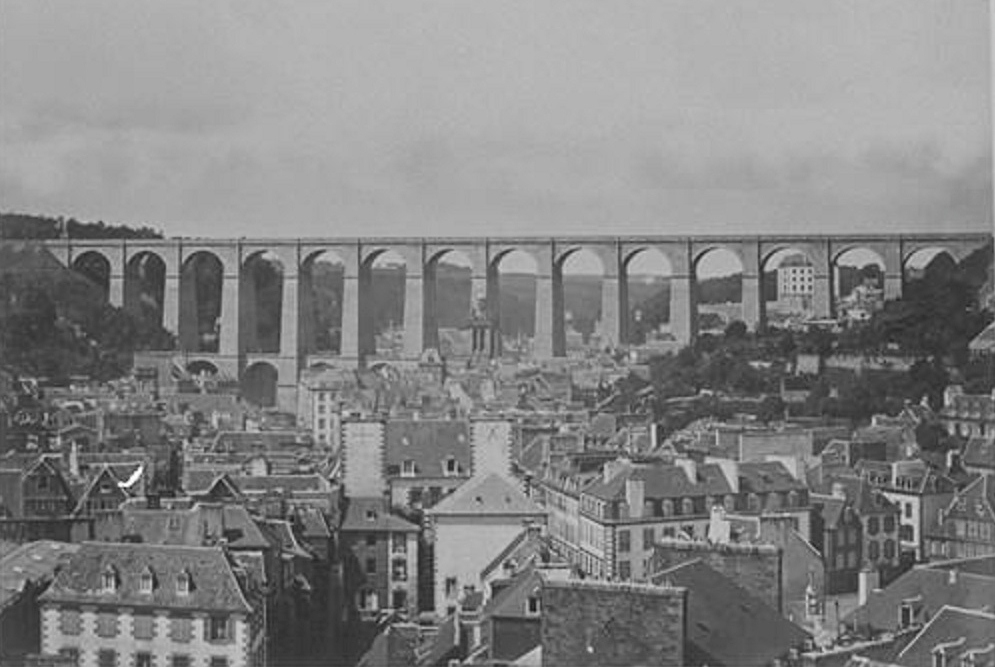
Morlaix et son viaduc en 1873.
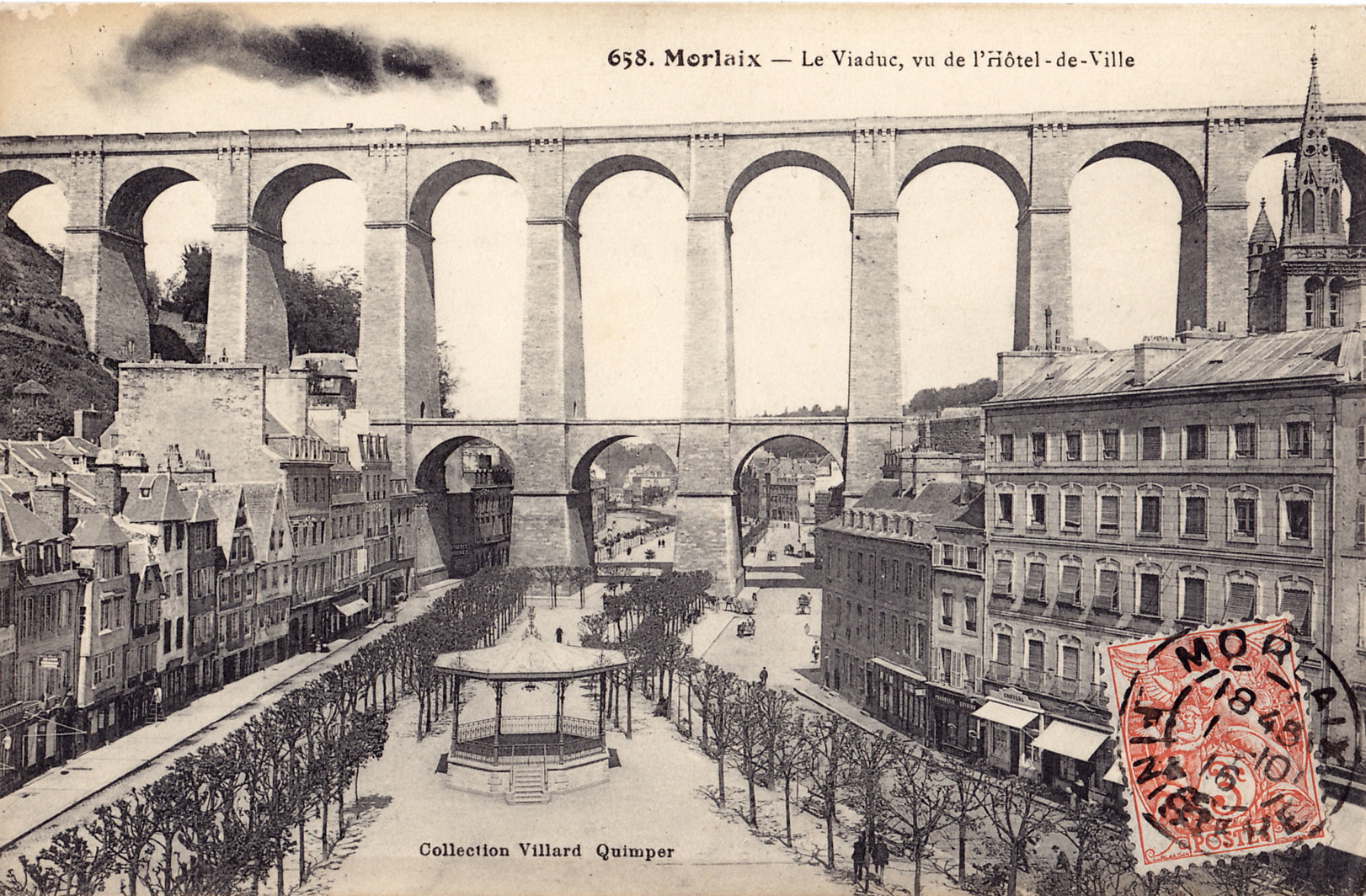
Vue au début du XXe siècle depuis l'hôtel de ville.
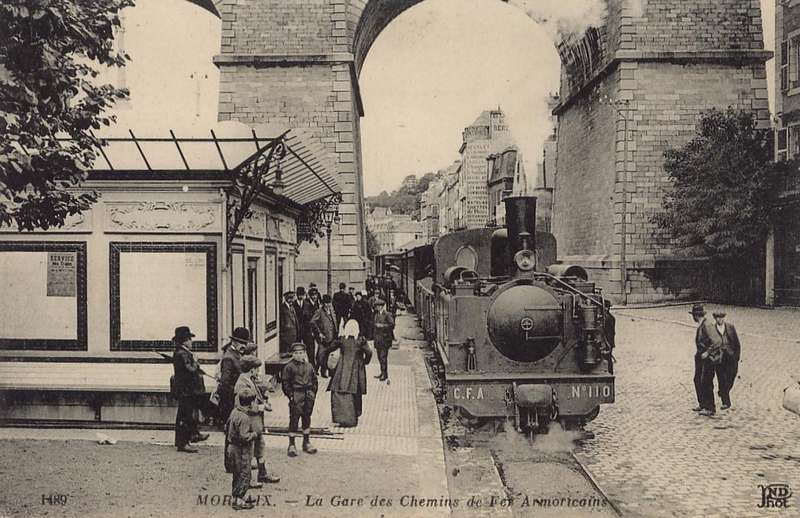
Sous le viaduc passait la voie des Chemins de fer armoricains.
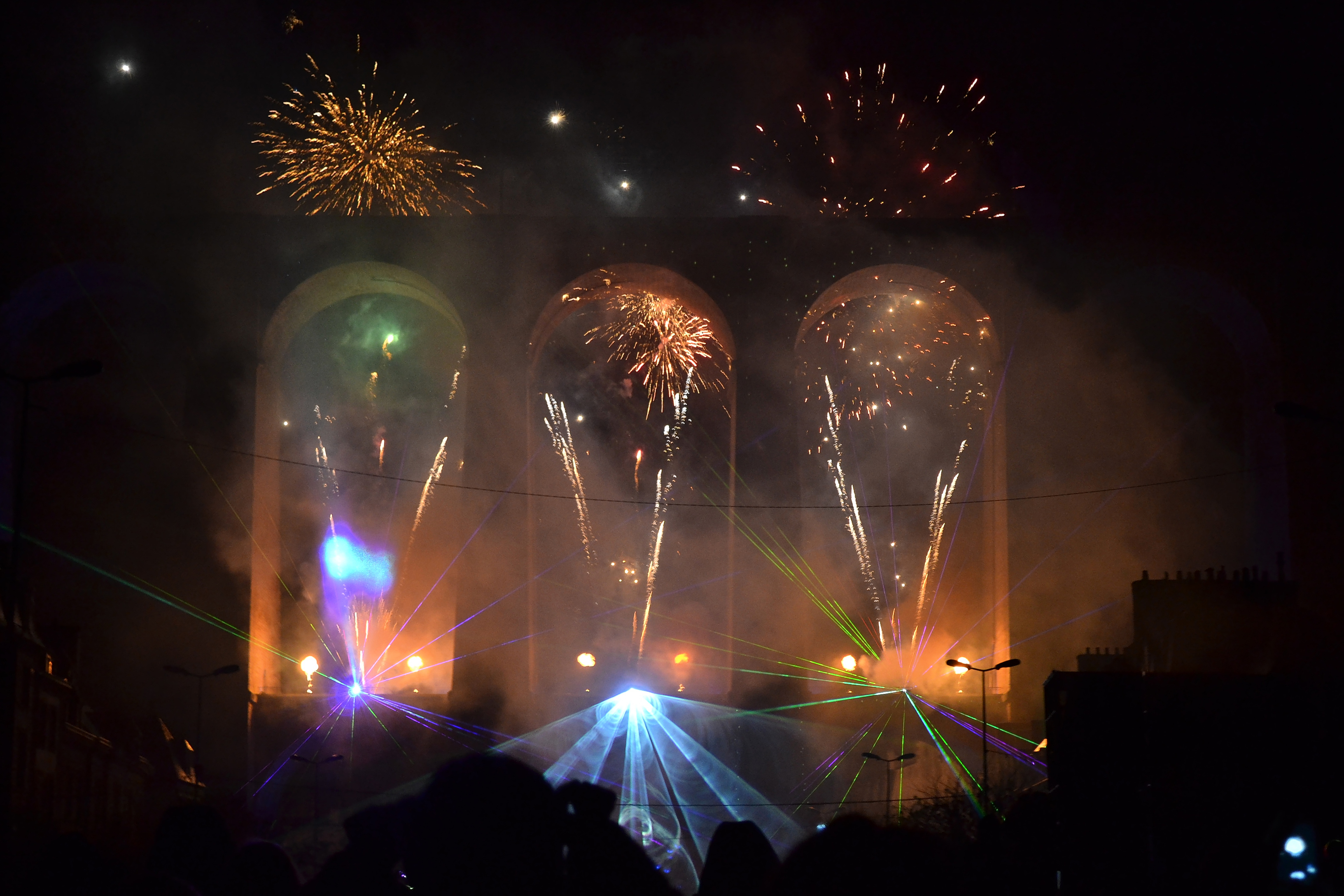
En 2013, il fête ses 150 ans.

## Caractéristiques
Il mesure 292 mètres de long et culmine à 62 mètres de hauteur. Sa portée principale est de 15,50 m. Il comprend deux niveaux avec neuf arches de 13,47 m d'ouverture au niveau inférieur et quatorze arches de 15,50 m au niveau supérieur. Les piles ont une épaisseur variant entre 11,16 et 19,36 m.
Pour Victor Fénoux, « cette dimension, sans être exagérée, reste néanmoins beaucoup au-dessus de l'épaisseur strictement nécessaire au point de vue des pressions ; mais dans des ouvrages de cette nature, une légèreté excessive choque l'œil autant que la raison. Des proportions un peu mâles et évidemment rassurantes donnent seules à la construction le caractère monumental qui lui convient ».
Compte tenu des arrêts dus à l'hiver, il faut seulement 23 mois pour le construire, soit 406 105 journées d'ouvrier payées 2,50 F, parfois moins.
D'un volume total de 65 830 m3, le viaduc nécessite 11 000 m3 de granit taillé, 52 209 m3 de moellons bruts, 3 401 m3 de moellons piqués, 2 724 m3 de pierre de taille, 20 000 m3 de sable, 2 500 m3 de bois et 43 tonnes de fer. Contrairement aux apparences, le viaduc n'est pas édifié en totalité en pierre de taille : « L'emploi de la pierre de taille, explique Victor Fénoux, a été restreint aux encadrements, pierres d'angles, bandeaux, cordons, plinthes et bahuts. ».
Le coût final est 2 502 905,23 F, et, avec la voirie, de 2 674 540,46 F. Les prévisions étaient de 2 656 500 F.